# Symphonie no 23 de Joseph Haydn
Pour les articles homonymes, voir Symphonie no 23.
La Symphonie no 23 en sol majeur Hob. I:23 est une symphonie du compositeur autrichien Joseph Haydn, composée en 1764.

## Analyse de l'œuvre
La symphonie comporte quatre mouvements :
1. Allegro, en sol majeur, à 
, 127 mesures
2. Andante, en do majeur, à 
, 105 mesures
3. Menuet (en sol majeur) et Trio (en do majeur), à 
, 50 mesures
4. Presto assai, en sol majeur, à 
, 96 mesures

Durée : 20 minutes

## Instrumentation
- une flûte, deux hautbois, un basson, deux cors, cordes, continuo